# Pradontomerus
Pradontomerus is een geslacht van vliesvleugeligen uit de familie Torymidae. De wetenschappelijke naam van dit geslacht is voor het eerst geldig gepubliceerd in 1978 door Boucek.

## Soorten
Het geslacht Pradontomerus is monotypisch en omvat slechts de volgende soort:
- Pradontomerus hyper Boucek, 1978